# Oskar Matzner
Oskar Matzner (* 11. Januar 1898 in Neudörfel, Bez. Bärn, Mähren; † 29. Dezember 1980 in Freilassing) war ein deutscher Politiker der SPD.

## Leben
Nach Abschluss der Bürgerschule absolvierte Matzner die Lehrerbildungsanstalt in Troppau. Im Ersten Weltkrieg diente er als Soldat in der österreichischen Armee. Von 1919 bis 1939 war er Lehrer an verschiedenen Schulen in Mähren. Er setzte sich dort für eine Schulreform und die Erneuerung des Landschulwesens ein. Daneben engagierte er sich im örtlichen Genossenschaftswesen. Am 14. Januar 1939 beantragte er die Aufnahme in die NSDAP und wurde rückwirkend zum 1. November 1938 aufgenommen (Mitgliedsnummer 6.651.709). Am Zweiten Weltkrieg nahm er auf deutscher Seite teil.
Nach Ende des Krieges wurde Matzner zunächst in Prag interniert und musste 15 Monate Zwangsarbeit leisten. Anschließend wurde er aus der Tschechoslowakei ausgewiesen. Er ließ sich in Karlsruhe nieder, wo er als Oberlehrer tätig war und Vertrauensmann der Flüchtlinge wurde.

## Abgeordneter
Matzner gehörte dem Deutschen Bundestag seit dessen erster Wahl 1949 bis 1965 an und wurde jeweils über die baden-württembergische Landesliste seiner Partei gewählt. Als Parlamentarier war er Vorsitzender der Bau- und Raumkommission des Bundestagspräsidiums und betätigte sich insbesondere auf dem Gebiet des Öffentlichen Dienstrechts.